# Niambézaria
Niambézaria est une localité située dans la région de Lakota, en Côte d'Ivoire. Aujourd'hui, c'est une sous-préfecture. Aux environs, il y a un petit village du nom de Codiboue, qui selon la légende a été détruit par une météorite ; on peut voir cette pierre impressionnante de nos jours.